# Rhyncomya nigra
Rhyncomya nigra är en tvåvingeart som beskrevs av Peris 1951. Rhyncomya nigra ingår i släktet Rhyncomya och familjen Rhiniidae.
Artens utbredningsområde är Tanzania. Inga underarter finns listade i Catalogue of Life.